# Chapelle Notre-Dame-de-la-Clarté de Combrit
Pour les articles homonymes, voir Notre-Dame-de-la-Clarté, Chapelle Notre-Dame et Notre-Dame.
La chapelle de Notre-Dame-de-la-Clarté est située sur la commune de Combrit, dans le département du Finistère, dans la région Bretagne, en France.

## Histoire

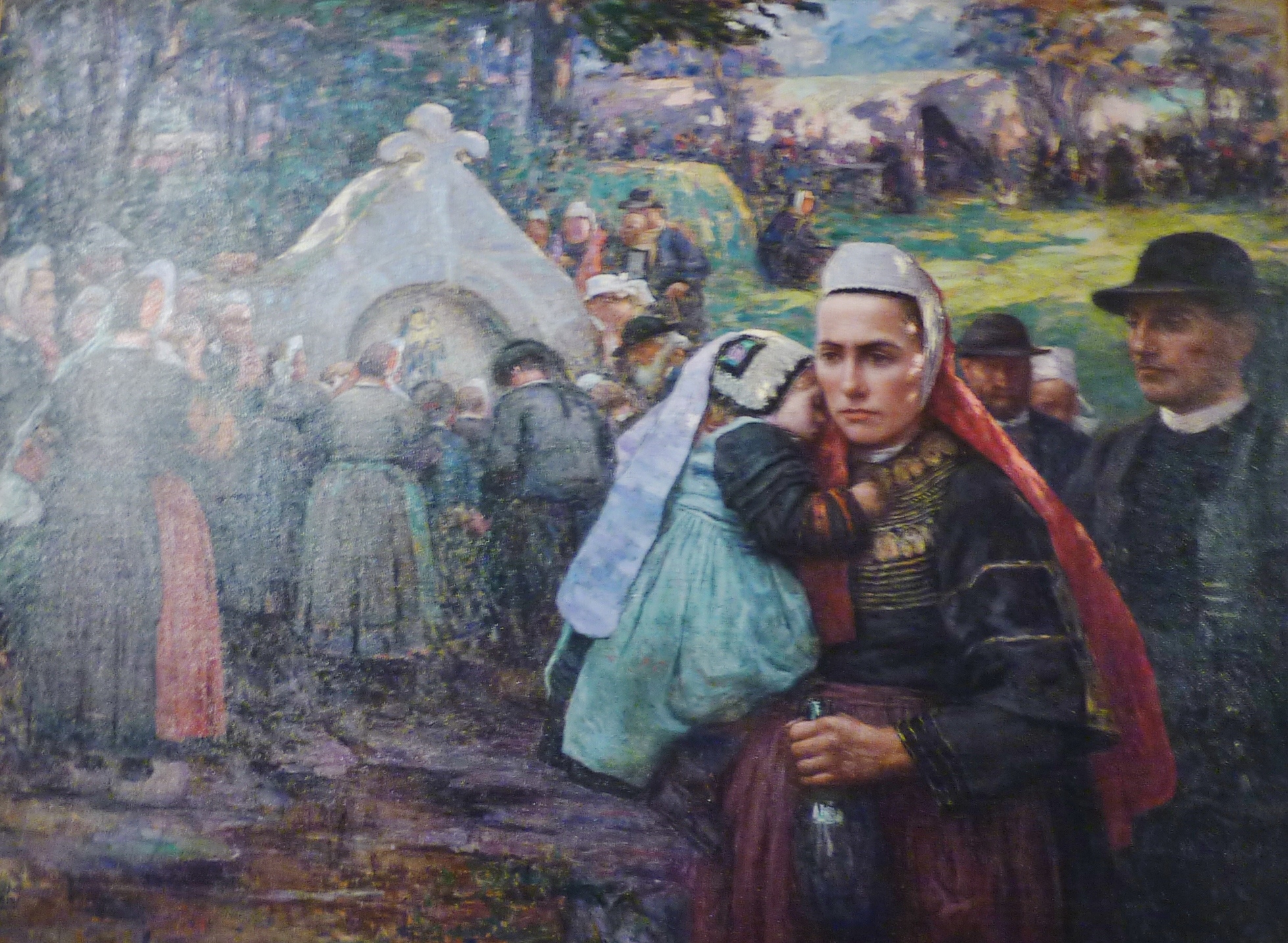
Henri Guinier : La fontaine miraculeuse, pardon des aveugles, chapelle de La Clarté à Combrit (Pays Bigouden) (1914, "Musée départemental breton" de Quimper)

La chapelle actuelle (une chapelle existait antérieurement, par exemple au milieu du XVe siècle, la famille Charruel, seigneur de la Coudraie en Tréméoc y jouissait d'un droit de prééminence) date du XVIe siècle ou du XVIIe siècle mais fut en partie reconstruite en 1905. Elle est dédiée à Notre-Dame de la Clarté (Itron Varia ar Sklerded en breton) depuis le XVIIe siècle et auparavant à saint Vennec (frère de saint Guénolé de Landévennec, VIe s;).
La chapelle se composait primitivement d'un chœur à deux travées, avec bas-côtés, puis d'une nef étroite et courte. Initialement un clocheton devait sans doute surmonter le grand arc brisé central. À la Révolution, elle fut vendue comme bien national à un dénommé Le Bour.
En 1824, la chapelle fut en partie brûlée, par un cierge allumé, oublié près de la statue de la Vierge. Toute la voûte de la chapelle était alors recouverte de peintures. Selon des notes du recteur de l’époque Jean-Louis Tilly, il n’existait plus en 1856 de peintures que dans une partie des voûtes de la nef ; on y reconnaissait une Annonciation. Aujourd’hui, la voûte est simplement garnie d’un semis d’étoiles dorées sur fond bleu.
Sur le linteau de la porte latérale de la chapelle de la Clarté, percée après coup, on pouvait alors lire les inscriptions suivantes (aujourd’hui disparues) :

et sur le linteau de la fenêtre de la sacristie :

En 1905 la nef qui tombait en ruine fut refaite et agrandie de manière à offrir toute la largeur du chœur et de ses collatéraux. On garda toutefois le portail gothique et le clocher. La réfection et l’élargissement de la nef ont été bénis le 8 septembre 1905 (le jour du pardon).
Les fenêtres de la chapelle sont de style flamboyant. Le maître-autel en bois verni très travaillé est de style néo-gothique (XIXe siècle). Le bénitier de l'entrée sud près du chœur est une vasque gallo-romaine donc des premiers siècles. On y voit encore des traces d’ocré et il est considéré comme une pièce très rare.

## Statuaire

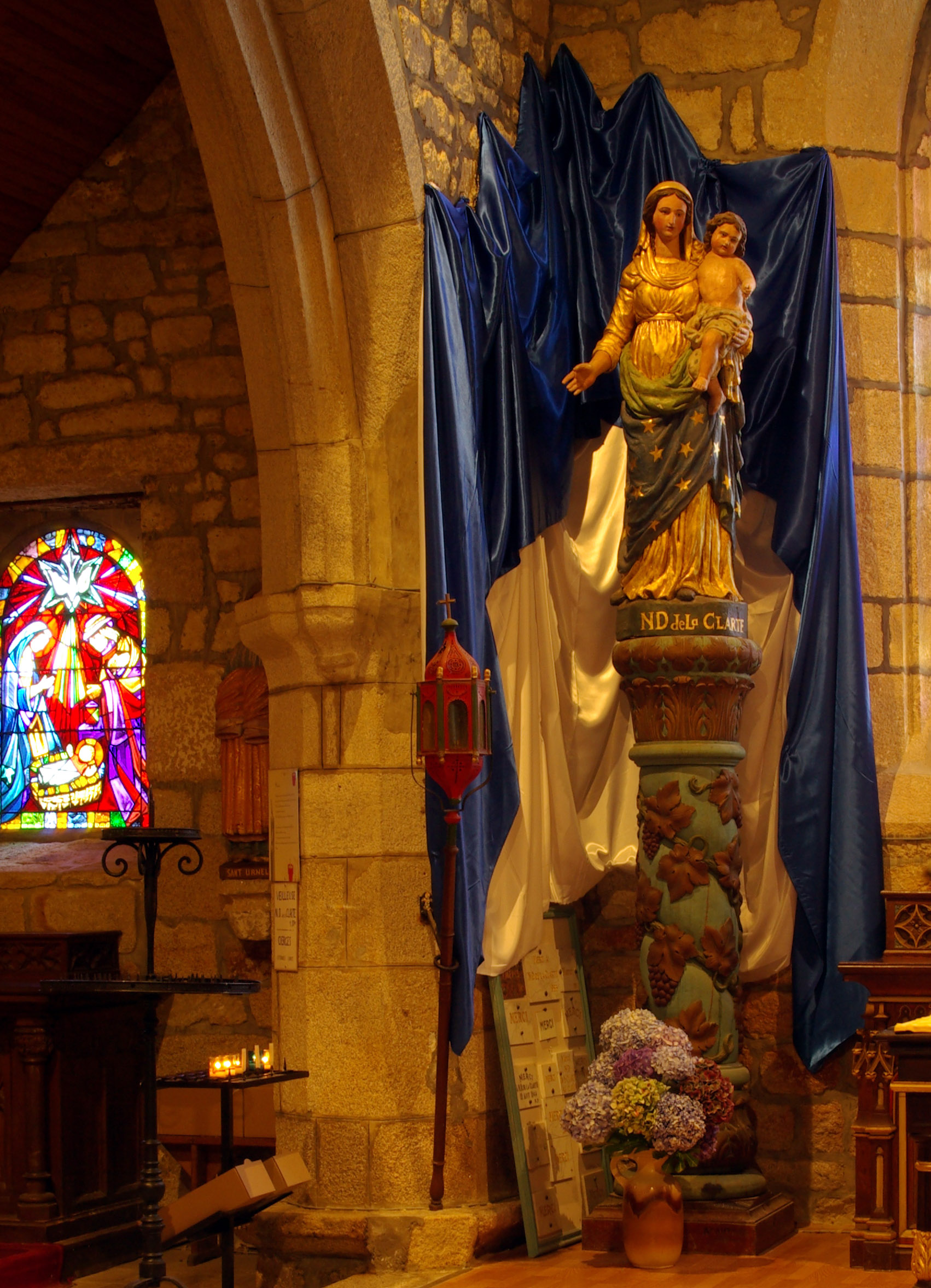
Notre-Dame-de-la-Clarté

Les statues en bois polychrome des XVIe et XVIIe siècles forment un ensemble très intéressant :

Au-dessus de l’autel, se trouvent deux statues. La première, du XVIIIe s,. représente la Vierge à l'Enfant, dite Notre-Dame-de-la-Clarté tandis que la seconde, du XVIIe siècle, est celle de Saint Vennec en abbé.
Sur un pilier, regardant l’autel, est accroché la statue de saint Corentin, fondateur de l’évêché de Quimper (statue du XIXe siècle). Dans la chapelle latérale droite figurent Saint Alar (confondu avec saint Eloi) en évêque (statue du XVIe s) et Sainte Barbe (statue du XIXe siècle). Dans la chapelle latérale gauche, nous trouvons une statue de saint Urnel datant du XVIe s. et une de sainte Catherine d’Alexandre avec sa roue estimée du XIXe siècle.
Saint Urnel est-il saint Saturnin ? Rien n'est moins sûr. Saint Urnel est un saint de la légende bretonne, il ne figure ni au Dom Lobineau, ni dans le Grand Albert. Rien à voir non plus avec Saturnin, l’évêque de Toulouse dont seule la tradition locale affirme qu’il soit arrivé au Ier siècle dans cette ville. Urnel serait né près de Locronan et, à sa naissance, porté par les anges en Palestine. Après le baptême du Çhrist, les anges le ramenèrent près de Sainte-Anne-la-Palud où il vécut saintement.
Près de la sacristie, siège un saint Pierre de date inconnue. Dans la nef, deux statues du XVIIIe s. : saint Sébastien, martyr au début du IVe s. et saint Laurent, diacre, martyrisé en 258 à Rome.

## Vitraux
Les Vitraux de la Chapelle sont récents. Ils sont l’œuvre de Pauline Simon de la Jarrige fille du peintre Lucien Simon, de Sainte-Marine.
Grand vitrail de Notre-Dame de la Clarté (1943).
La maîtresse-vitre évoque la dévotion des Pèlerins à Notre-Dame de la Clarté, la procession des pèlerins le jour du pardon (en costume d'avant 1914), le passage des fidèles à la fontaine, ainsi que le miracle qui se produisit en ce lieu en 1891 : un cultivateur d'Elliant, Guillaume Grall, devenu aveugle, promit à Notre-Dame de la Clarté que s'il guérissait, il vendrait sa jument blanche et donnerait l'argent aux pauvres. Le jour du pardon, l'eau de la fontaine lui redonna la vue mais il oublia sa promesse et redevint aveugle. Il refit le pèlerinage en 1892, et le miracle se produisit de nouveau. Guillaume Grall vendit alors sa jument blanche et distribua l'argent aux nécessiteux.
Un phylactère se déroule d'une scène à l'autre du vitrail avec l'inscription Klévit mouez ho pugale. ("Entendez la voix de vos enfants"). Ce vitrail de Notre-Dame de la Clarté n'est pas sans évoquer les mystères douloureux (avec en bas du vitrail, les aveugles qui se rendent à la fontaine en quête de clarté divine), les mystères joyeux (procession du pardon, auquel se joint l'aveugle miraculé) et les mystères glorieux du Rosaire (au sommet du vitrail, un ciel bleu, la Vierge Marie tenant Jésus, la colombe de l'Esprit de Lumière, et quatre anges portant les symboles de la Clarté qui sont le Soleil, le croissant de Lune, le flambeau et l'Evangile.
Dans les deux chapelles latérales, la Nativité orne le côté nord tandis qu'une Descente de Croix décore le côté sud. Ces deux vitraux datent de 1977.

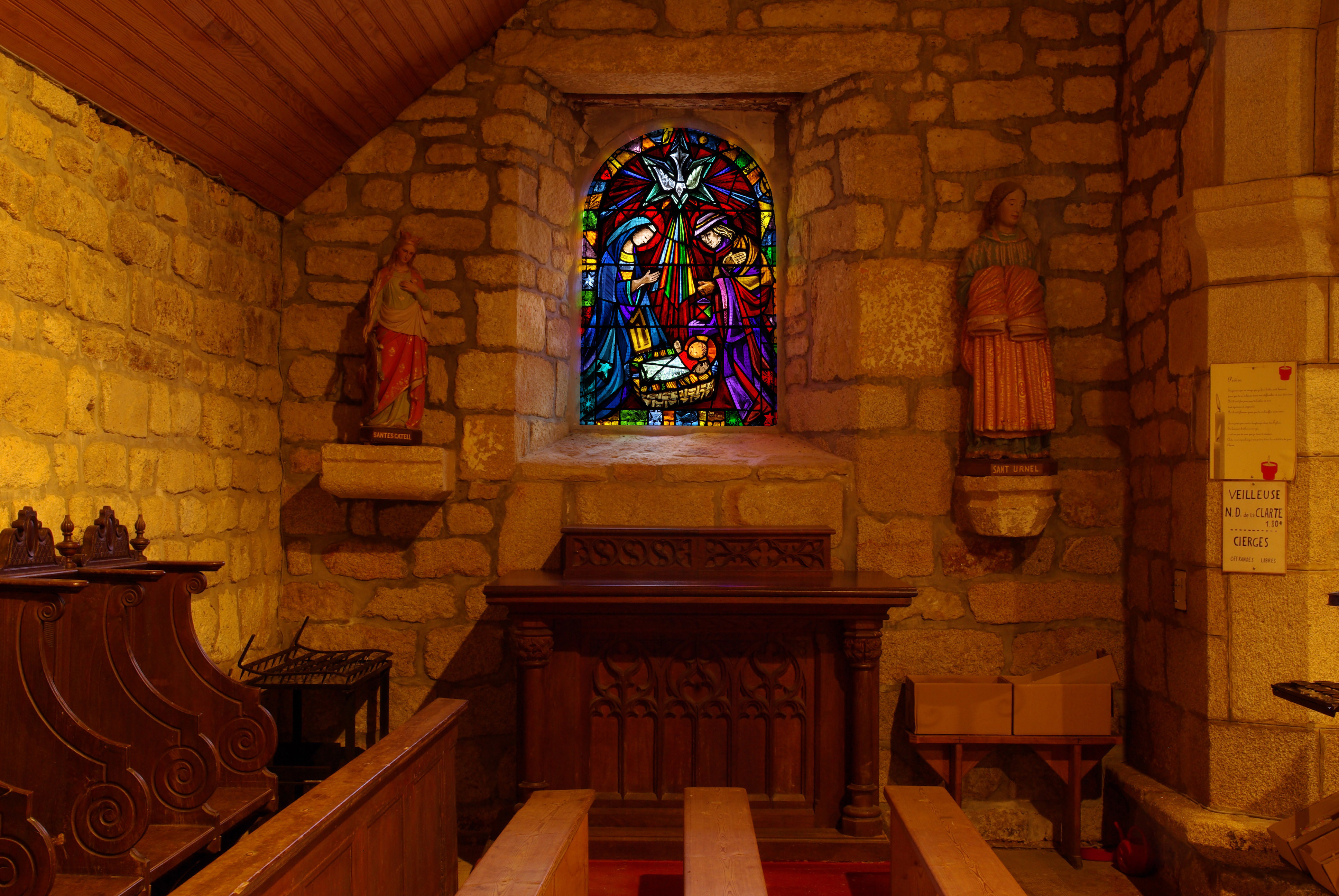
Chapelle gauche
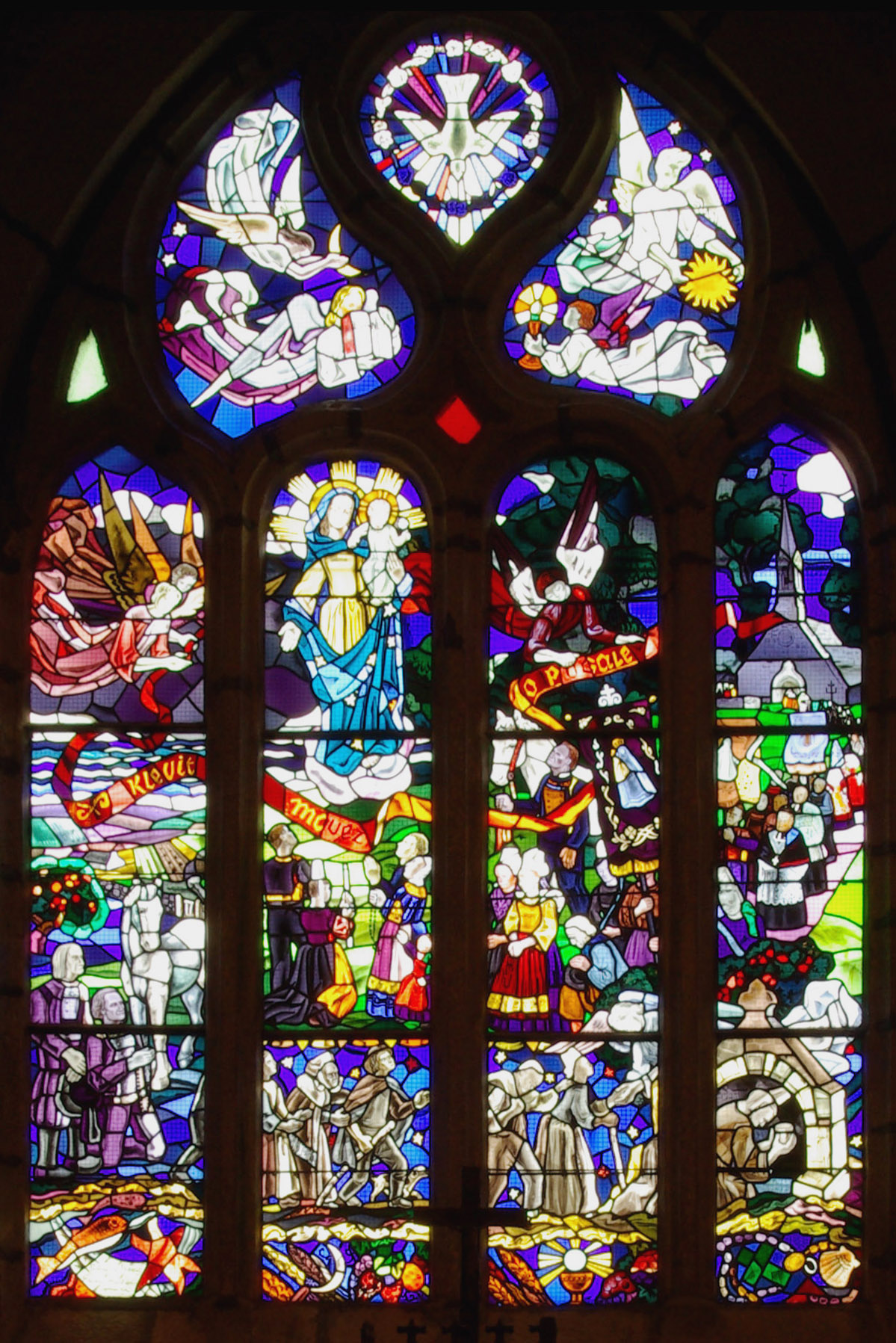
Verrière principale
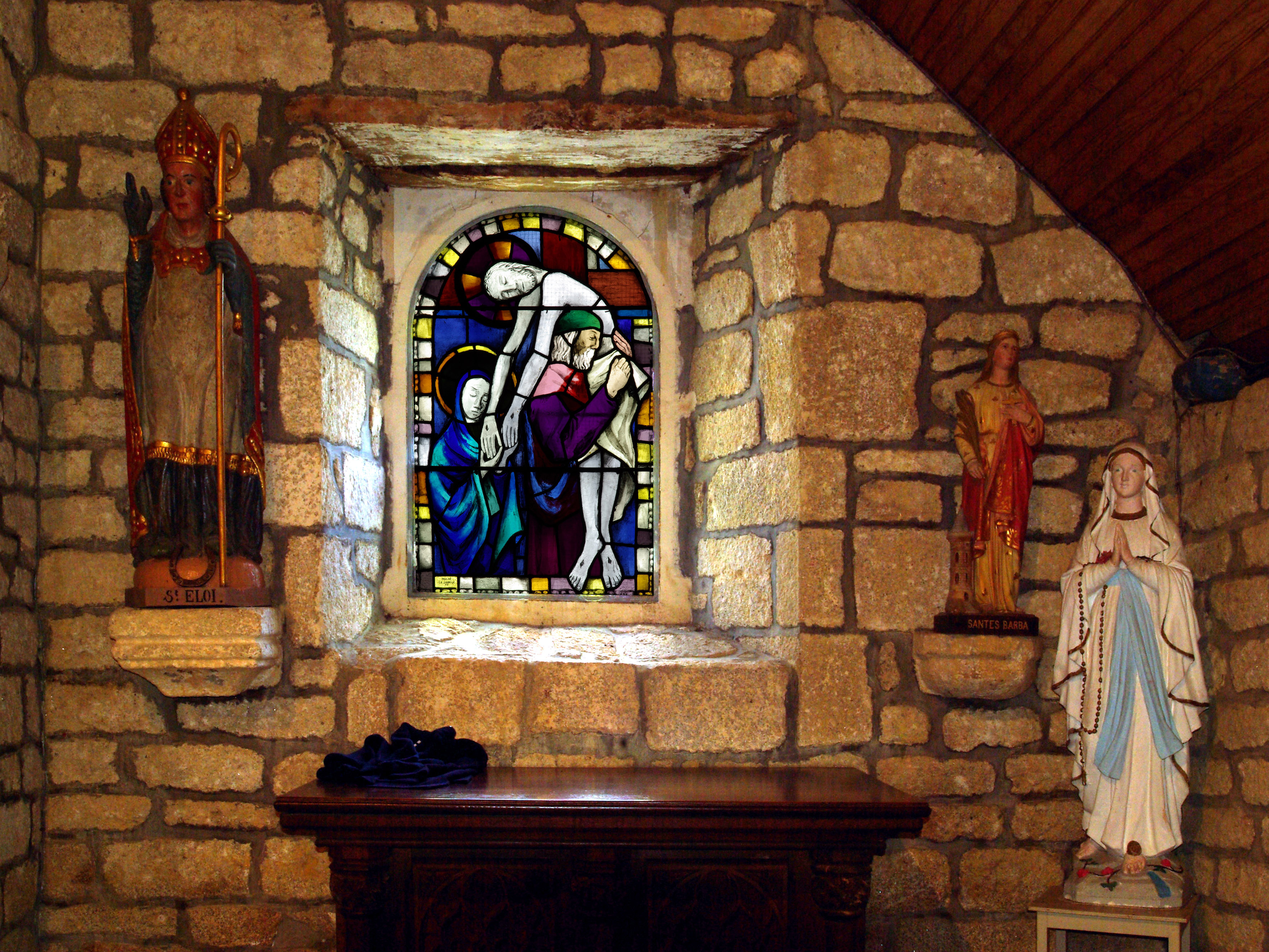
Chapelle droite

Dans la nef, quatre verrières non figuratives sur le thème des saisons furent placées en 1984. À droite en regardant l'autel, le Printemps (côté chœur), et l'Été (côté porte du fond).
À gauche en regardant l'autel, l'Automne (côté porte du fond), et l'Hiver (côté chœur).
Sur le Mur Ouest, nous avons un chemin de croix de style contemporain réalisé en 1933 par Xavier de Langlais (Langleiz).

## À l'extérieur
On retrouve des marques de prééminences sur les murs de la chapelle. Au Chevet (pignon extérieur), au-dessus du Vitrail, il y a un écusson soutenu par deux griffons de sable portant l'aigle impériale éployée aux armes des Kerlazret du Cosquer, sergent féodés du Baron du Pont pour Combrit en 1543. Sur la façade occidentale, figurent les armes des Penmorvan : écu avec lévrier passant (en train de marcher) surmonté d'un grêlier. Il n'est pas sûr que les armes des Penmorvan soient originellement de la chapelle. Si on considère les pierres employées, elles ont pu être récupérées ailleurs. Il ne faut pas oublier qu'au début du XIVe s., les Penmorvan étaient seigneurs de Roscanvel, manoir qui au XVIIe s. dépendait du Cosquer.
L'autel extérieur, édifié en 1966, provient des ruines de la chapelle Saint-Vital (Vio), située sur la route de Quimper à Pont-l'Abbé (Pont'n Abad) au lieu-dit côte de Corroarc'h.
Sur le placître, au sud de la chapelle, est érigé un calvaire avec table d'offrande datée de 1650 et portant l'inscription MAR (Marguillier) : GARGAM (à moins qu'il ne faille lire MAR : CAP CAM)
Une autre croix de granit réutilisant des éléments très anciens, peut être une stèle, se trouve aujourd'hui au nord de la chapelle, avec l'inscription 1651 sur le socle.
Une fontaine de dévotion dédiée à Saint-Venec puis Notre-Dame de la Clarté se trouve à une cinquantaine de mètres au sud de la chapelle. Les fidèles y invoquaient autrefois la Vierge Marie contre les Maladies de la vue.

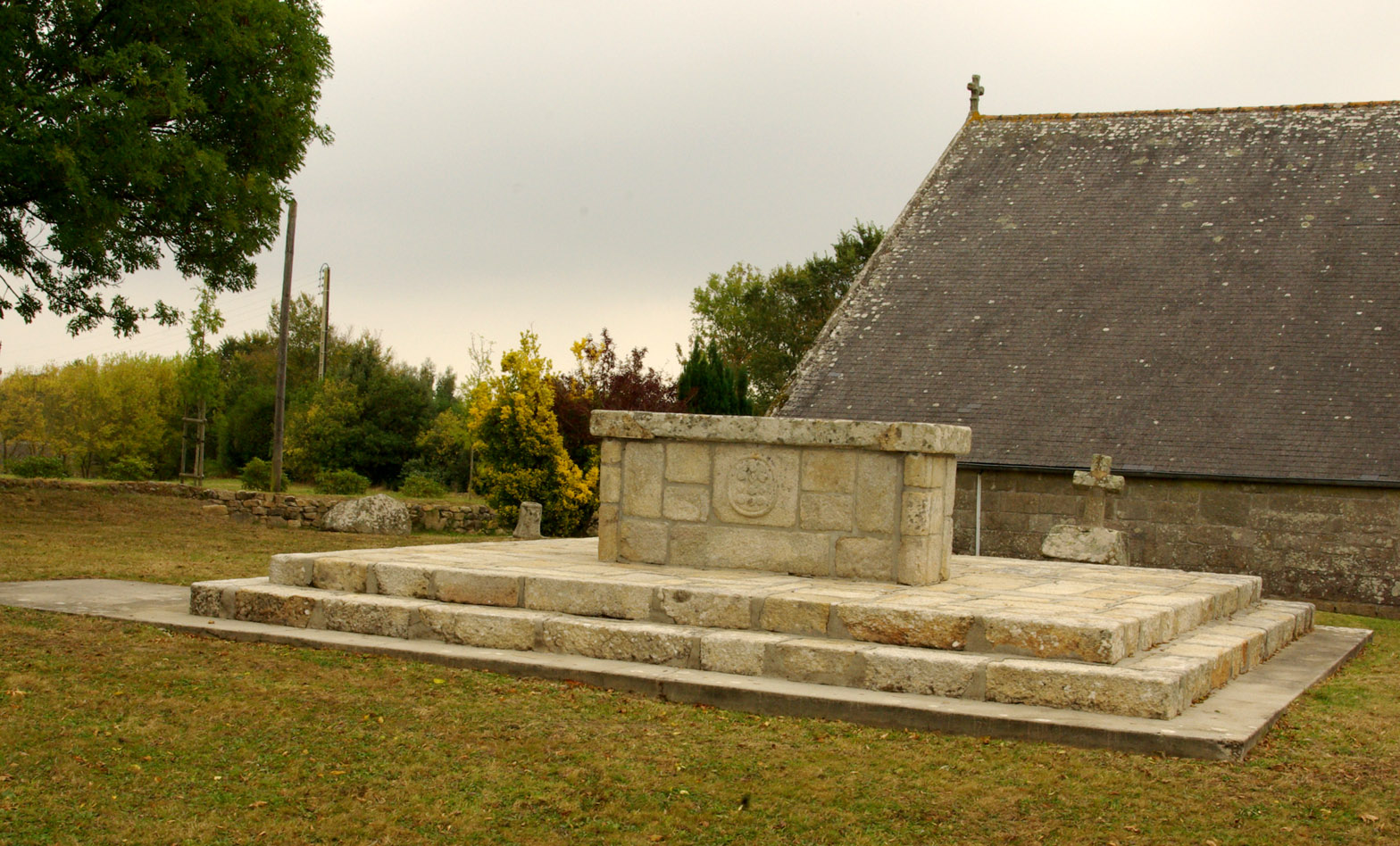
Autel extérieur du placître Nord
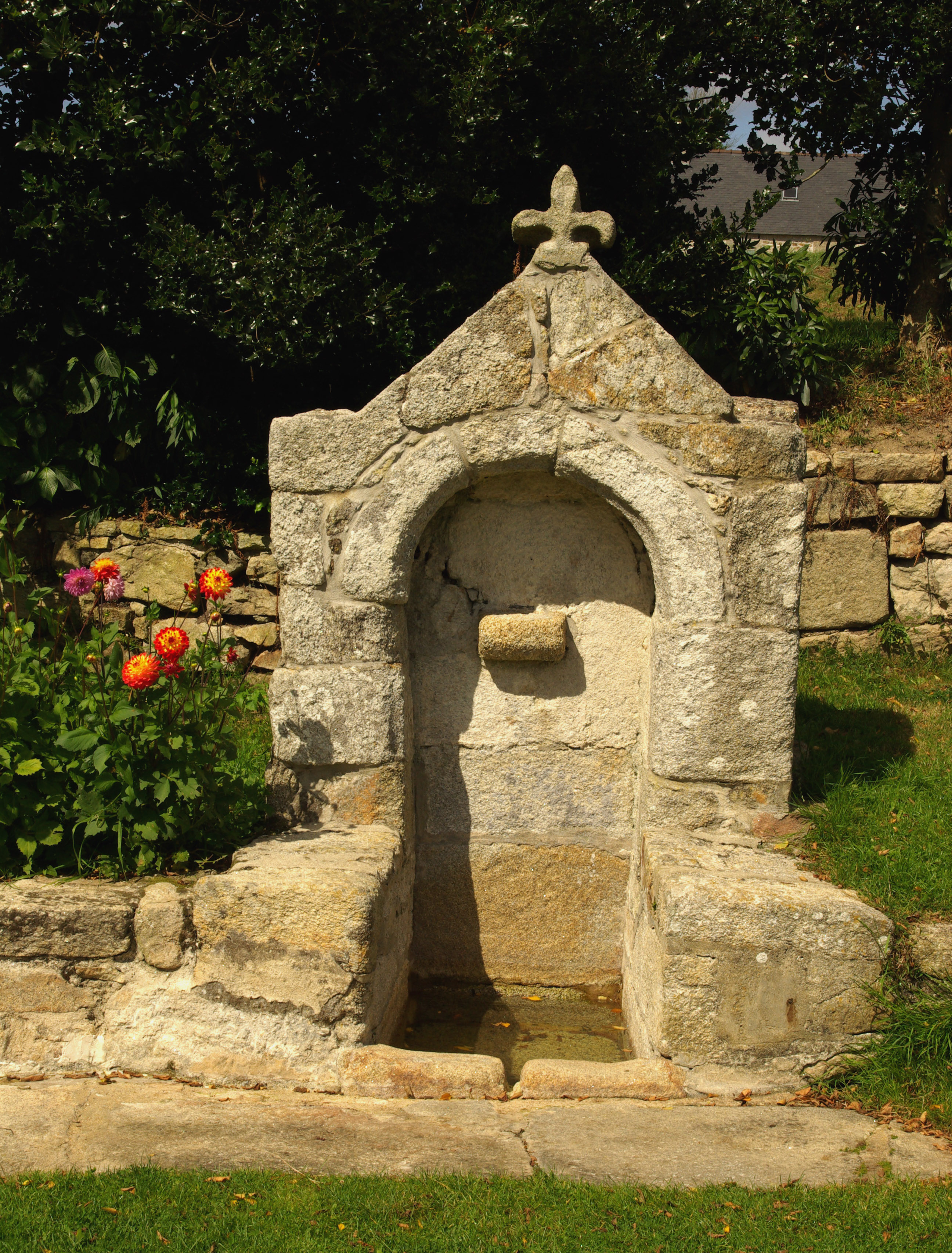
Fontaine de dévotion
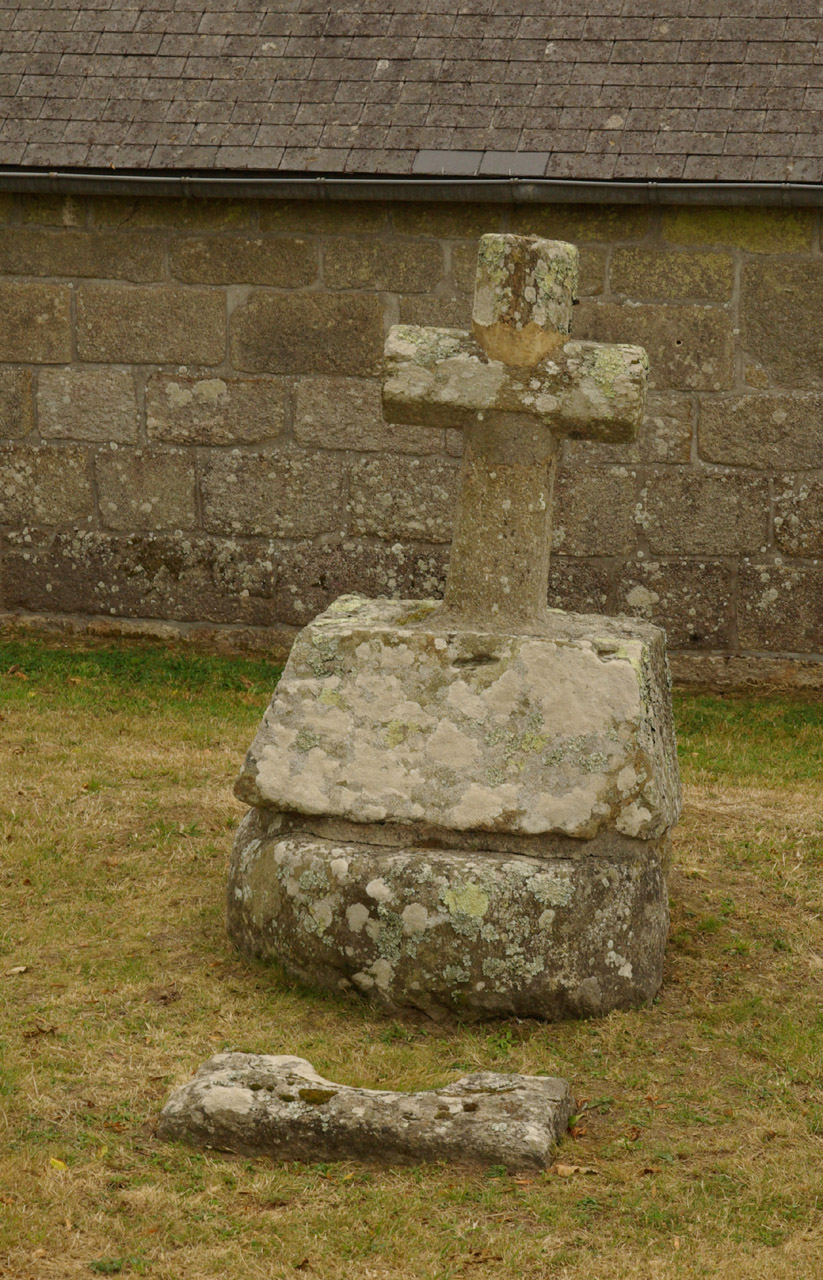
Croix de granit du placître Nord

La Bretagne compte aussi d'autres chapelles dédiées à Notre-Dame de la Clarté, entre autres, une sur les hauteurs de Perros-Guirec en Côtes-d'Armor et la seconde à Plonévez-Porzay dans le Finistère.